# Tug of War (singolo)
Tug of War è la title track dell'omonimo album di Paul McCartney del 1982. Il 20 settembre venne pubblicata su un singolo (b-side: Get It, duetto con Carl Perkins), ed arrivò alla 53ª posizione sia in Gran Bretagna che nella Billboard Hot 100 negli USA; in quest'ultima nazione, inoltre, è arrivata alla 31ª posizione della classifica dell'Adult contemporary. Il missaggio del lato A del 45 giri è differente rispetto alla versione dell'album, ed il lato B perde la sua coda che lo univa alla successiva Be What You See. Sebbene Get It fosse un duetto McCartney-Perkins, il singolo, pubblicato dalla Parlophone in un 45 giri con il numero di serie 6057, è stato accreditato solamente al primo. Il singolo venne pubblicato con una copertina tipica per l'etichetta, disegnata dal MTI London, e vi compare una fotografia di Paul e sua moglie Linda. Tuf of War venne registrata nell'estate 1981, assieme a buona parte dell'omonimo album, qualche tracce del successivo Pipes of Peace (1983) e la b-side, poi scartata, Blackpool. Il critico musicale Matthew Greenwald di AllMusic ha considerato Tug of War come il "brillante inizio di un album brillante", l'ha paragonata alle musiche di Rubber Soul e Band on the Run, ne ha lodato l'arrangiamento, che, stando alle sue parole, ricorda proprio il gioco che ha dato il nome al pezzo e l'ha citato come un esempio che la "musa ispiratrice" di Macca non fosse scomparsa, ma che stesse solamente dormendo. Nel 2001, una versione accorciata di una ventina di secondi è apparsa sulla compilation Wingspan: Hits and History.

## Formazione
- Paul McCartney: voce, chitarra acustica, chitarra elettrica, basso elettrico, sintetizzatori, basso elettrico, batteria
- Eric Stewart: cori, chitarra elettrica
- Denny Laine: chitarra elettrica
- Campbell Maloney: rullanti
- Linda McCartney: cori[2]